# Hoosick
Hoosick – miasto w Stanach Zjednoczonych, w stanie Nowy Jork, w hrabstwie Rensselaer.